# Haus zum Husaren

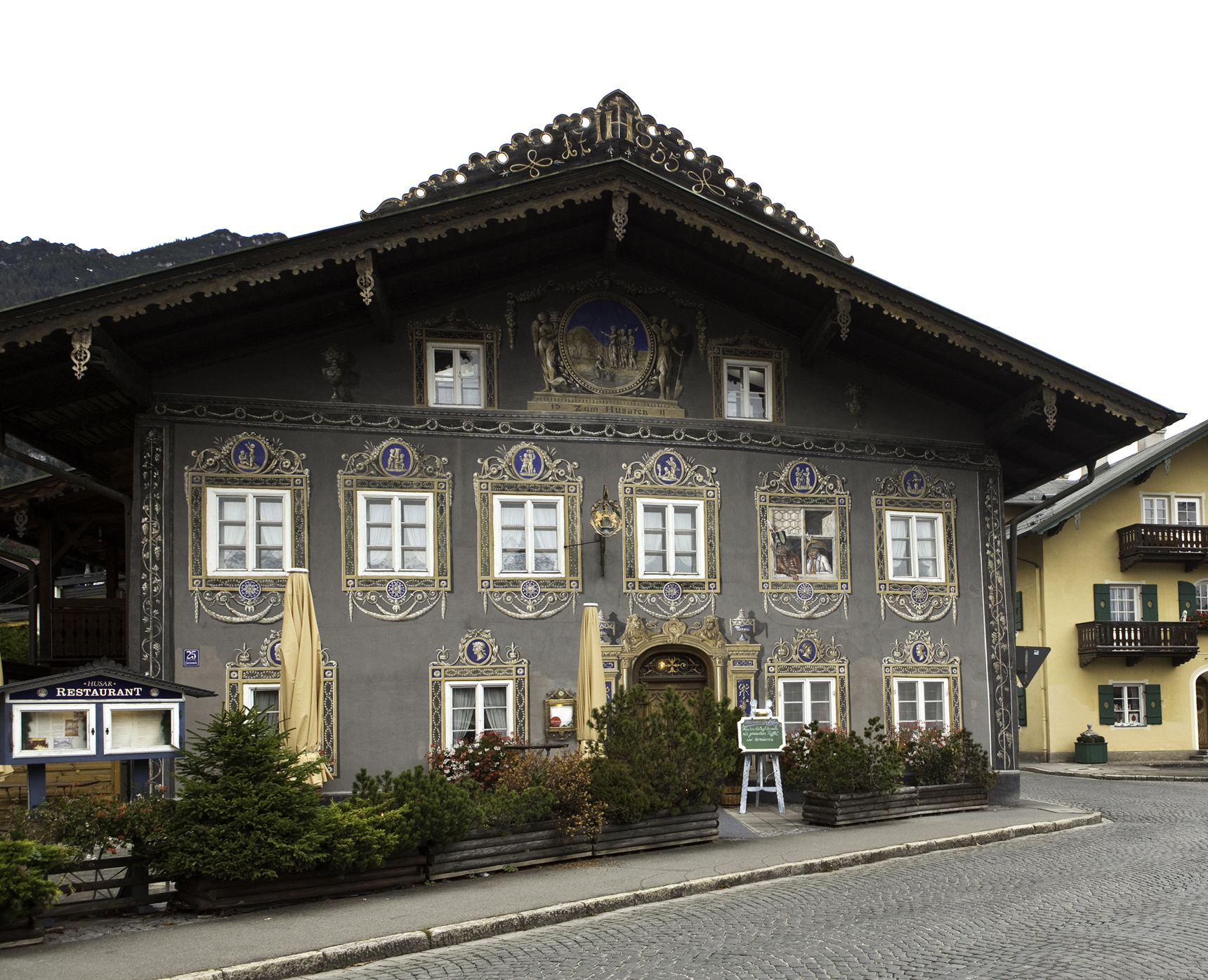
Fassade des Hauses zum Husaren

Das Haus zum Husaren ist ein Gebäude im Markt Garmisch-Partenkirchen in Oberbayern. Das Haus ist auf Basis des Denkmalschutzgesetzes vom 1. Oktober 1973 ein Baudenkmal, die Akten-Nummer lautet D-1-80-117-78.

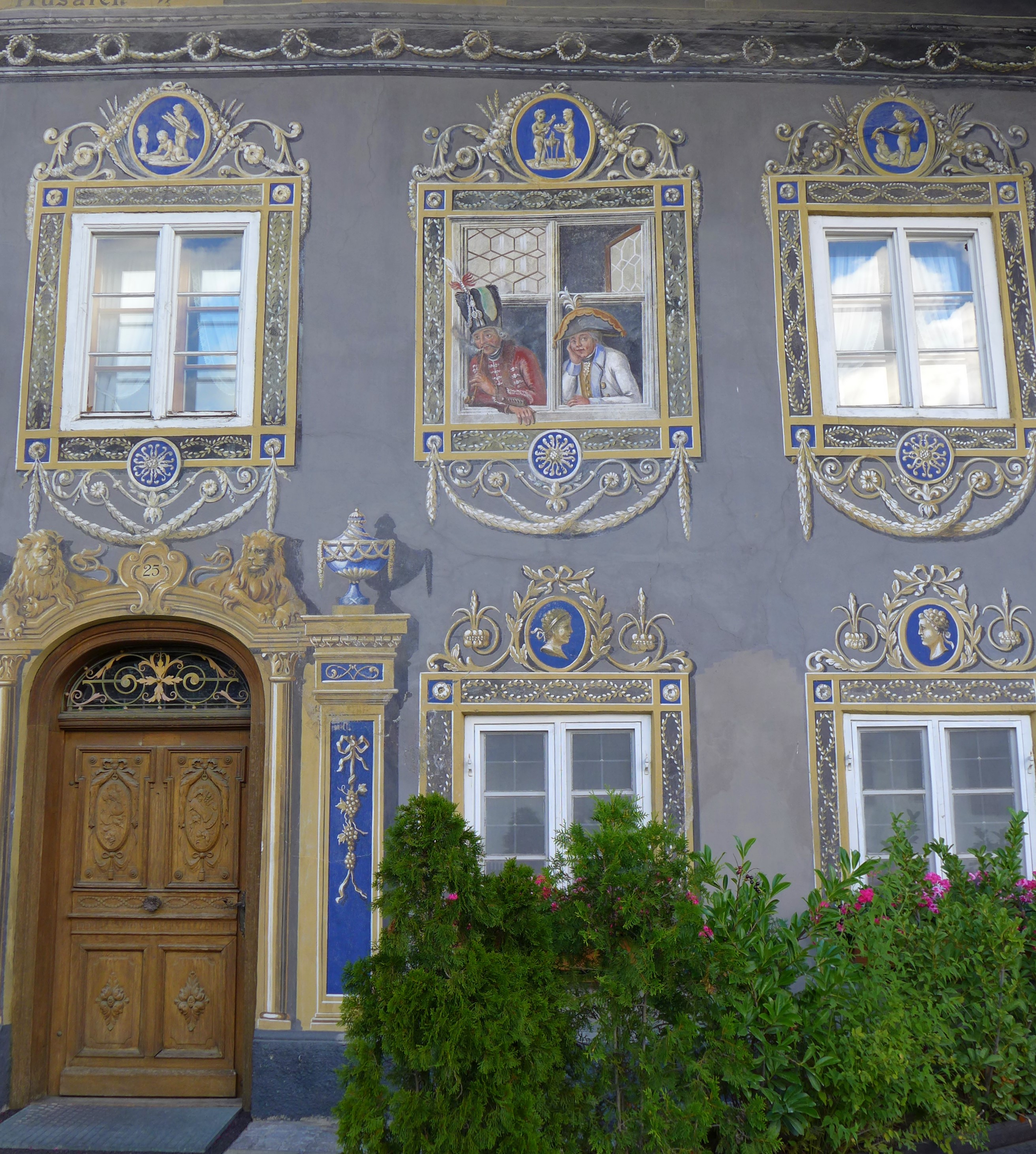
Bild eines Husaren und eines Infanteristen im blinden Fassadenfenster

Das Anwesen ist schon im Jahr 1587 erstmals urkundlich erwähnt. Der zweigeschossige Preisdachbau mit klassizistischer Fassadenmalerei und Steherker entstand 1611 und beherbergte schon damals eine Einkehr mit dem Namen „Reiser’sche Weinwirtschaft“. Die Giebelzier wurde 1735 angebracht. In den Napoleonischen Kriegen quartierten sich 1800 eine Abteilung französischer Husaren und ein Kommando verbündeter bayerischer Infanteristen in das Gebäude ein. Die Anwesenheit der Soldaten wurde dem damaligen Wirt zu einer großen Last. Daher entschloss er sich, die Truppen über einen Pfad durch das Wettersteingebirge in das Leutaschtal zu schleusen, so dass sie den in Scharnitz lagernden kaiserlichen Truppen in den Rücken fallen konnten. Heute ist dieser Pfad als „Franzosensteig“ bekannt. Die Fassade bekam 1801 das heutige, in Empirestil bemalte, Aussehen. An einem blinden Fenster fügte der Lüftlmaler Zwink das Bild eines Husaren und eines Infanteristen hinzu.
Im aufkommenden Fremdenverkehr in Garmisch-Partenkirchen spielte das Hotel zum Husaren eine große Rolle. In den Gästelisten stehen Namen wie:
- Ludwig I., König von Bayern
- Max II., König von Bayern
- Friedrich August III., König von Sachsen
- Wilhelm II., König von Württemberg
- Franz von Kobell, Mineraloge und Schriftsteller
- Heinz Rühmann, Schauspieler

sowie viele andere Mitglieder der Wittelsbacher, Künstler und Wissenschaftler.
Das Hotel wurde 1974 geschlossen und abgerissen. Das alte Vorderhaus blieb jedoch aus Gründen des Denkmalschutzes erhalten. Der Markt Garmisch-Partenkirchen erwarb 1980 das Gebäude. Seit 1986 wird wieder ein Restaurant im Husaren betrieben.